# Dennis Eckert
Dennis-Yerai Eckert Ayensa (Bonn, 9 januari 1997) is een Duits voetballer van Spaanse afkomst die als aanvaller voor Standard Luik speelt.

## Carrière
Dennis Eckert speelde in de jeugd van Pulheimer SC, 1. FC Köln, Alemannia Aachen en Borussia Mönchengladbach. Bij de laatste club speelde hij van 2015 tot 2017 vier wedstrijden in het tweede elftal, dat in de Regionalliga West uitkomt. In 2017 vertrok hij naar Celta de Vigo, waar hij in zijn eerste seizoen alleen in actie kwam in het tweede elftal, uitkomend in de Segunda División B. Hij zat één wedstrijd op de bank bij het eerste elftal van Celta, maar debuteerde pas het seizoen erna. Dit was op 18 augustus 2018, in de met 1-1 gelijkgespeelde thuiswedstrijd tegen RCD Espanyol.
De tweede seizoenshelft van het seizoen 2018/19 werd hij verhuurd aan SBV Excelsior. Hij debuteerde voor de Kralingers op 3 februari 2019, in de met 2-1 gewonnen thuiswedstrijd tegen Feyenoord. Hij scoorde zijn eerste doelpunt voor Excelsior op 17 februari 2019, in de met 2-1 gewonnen thuiswedstrijd tegen FC Emmen. Hij kon de degradatie van Excelsior niet voorkomen en hij keerde terug naar Celta.
Eckert vertrok in september 2019 transfervrij naar FC Ingolstadt 04 en in juli 2022 eveneens transfervrij naar Union Sint-Gillis. Standard Luik huurde hem vanaf 1 september 2024 voor een seizoen . Eind maart 2025 werd zijn aankoopoptie gelicht en tekende hij bij de Rouches een contract tot medio 2028.

## Clubstatistieken
| Seizoen     | Club                   | Competitie         | Competitie | Competitie | Competitie | Beker | Beker | Beker | Internationaal | Internationaal | Internationaal | Totaal | Totaal | Totaal |
| Seizoen     | Club                   | Competitie         | Wed.       | Dlp.       | Ass.       | Wed.  | Dlp.  | Ass.  | Wed.           | Dlp.           | Ass.           | Wed.   | Dlp.   | Ass.   |
| ----------- | ---------------------- | ------------------ | ---------- | ---------- | ---------- | ----- | ----- | ----- | -------------- | -------------- | -------------- | ------ | ------ | ------ |
| 2015/16     | Borussia M'gladbach II | Regionalliga West  | 1          | 0          | 0          | —     | —     | —     | —              | —              | —              | 1      | 0      | 0      |
| 2016/17     | Borussia M'gladbach II | Regionalliga West  | 3          | 0          | 0          | —     | —     | —     | —              | —              | —              | 3      | 0      | 0      |
| Club Totaal | Club Totaal            | Club Totaal        | 4          | 0          | 0          | 0     | 0     | 0     | 0              | 0              | 0              | 4      | 0      | 0      |
| 2017/18     | Celta de Vigo B        | Segunda División B | 40         | 8          | 6          | —     | —     | —     | —              | —              | —              | 40     | 8      | 6      |
| 2018/19     | Celta de Vigo B        | Segunda División B | 12         | 1          | 2          | —     | —     | —     | —              | —              | —              | 12     | 1      | 2      |
| Club Totaal | Club Totaal            | Club Totaal        | 52         | 9          | 8          | 0     | 0     | 0     | 0              | 0              | 0              | 52     | 9      | 8      |
| 2018/19     | Celta de Vigo          | Primera División   | 9          | 0          | 0          | 1     | 0     | 0     | —              | —              | —              | 10     | 0      | 0      |
| Club Totaal | Club Totaal            | Club Totaal        | 9          | 0          | 0          | 1     | 0     | 0     | 0              | 0              | 0              | 10     | 0      | 0      |
| 2018/19     | → SBV Excelsior        | Eredivisie         | 14         | 2          | 0          | 0     | 0     | 0     | —              | —              | —              | 14     | 2      | 0      |
| Club Totaal | Club Totaal            | Club Totaal        | 14         | 2          | 0          | 0     | 0     | 0     | 0              | 0              | 0              | 14     | 2      | 0      |
| 2019/20     | FC Ingolstadt 04       | 3. Liga            | 32         | 14         | 6          | 0     | 0     | 0     | —              | —              | —              | 32     | 14     | 6      |
| 2020/21     | FC Ingolstadt 04       | 3. Liga            | 26         | 10         | 8          | 0     | 0     | 0     | —              | —              | —              | 26     | 10     | 8      |
| 2021/22     | FC Ingolstadt 04       | 2.Bundesliga       | 24         | 2          | 4          | 1     | 0     | 1     | —              | —              | —              | 25     | 2      | 4      |
| Club Totaal | Club Totaal            | Club Totaal        | 82         | 26         | 18         | 1     | 0     | 1     | 0              | 0              | 0              | 83     | 26     | 19     |
| 2022/23     | Union SG               | Jupiler Pro League | 7          | 2          | 1          | 3     | 0     | 1     | 4              | 0              | 0              | 14     | 2      | 2      |
| Club Totaal | Club Totaal            | Club Totaal        | 7          | 2          | 1          | 3     | 0     | 1     | 4              | 0              | 0              | 14     | 2      | 2      |
| TOTAAL      | TOTAAL                 | TOTAAL             | 168        | 39         | 27         | 5     | 0     | 2     | 4              | 0              | 0              | 177    | 39     | 29     |

## Erelijst
| Beker van België   | 1× | 2023/24 |
| Belgische Supercup | 1x | 2024    |